# Millerit
Millerit (Haarkies, Nickelkies, Gelbnickelkies, Haarpyrit, Trichopyrit, chemisch Nickel(II)-sulfid) ist ein eher selten vorkommendes Mineral aus der Mineralklasse der Sulfide und Sulfosalze. Es kristallisiert im trigonalen Kristallsystem mit der chemischen Zusammensetzung NiS und entwickelt meist dünne, langgestreckte Kristalle mit bis zu acht Zentimetern Länge von messinggelber bis bronzener Farbe. Diese stehen meist als haarartige Büschel zusammen.

## Etymologie und Geschichte
Millerit wurde erstmals 1845 von Wilhelm Ritter von Haidinger in der Typlokalität Jáchymov (Sankt Joachimsthal) im tschechischen Teil des Erzgebirges gefunden. Es wurde nach dem britischen Mineralogen William Hallowes Miller benannt, der das Mineral als erster untersuchte.

## Klassifikation
In der Systematik nach Strunz wird Millerit bei den Sulfiden und Sulfosalzen klassifiziert. Es wird zu den Sulfiden mit einem Verhältnis vom Metall zu Schwefel, Selen oder Tellur von 1:1 gezählt. In der achten Auflage bildete es mit Lapieit, Mäkinenit, Mückeit und Zlatogorit eine Gruppe. In der neunten Auflage werden die Legierungen zusätzlich nach Kationen unterteilt, dort ist Millerit mit Mäkinenit in der Klasse der Metallsulfide mit Eisen, Cobalt oder Nickel zu finden.
In der Systematik der Minerale nach Dana bildet es mit Mäkinenit eine Untergruppe der Sulfide – einschließlich Seleniden und Telluriden – mit der Zusammensetzung Am Bn Xp, mit (m+n):p=1:1.

## Kristallstruktur

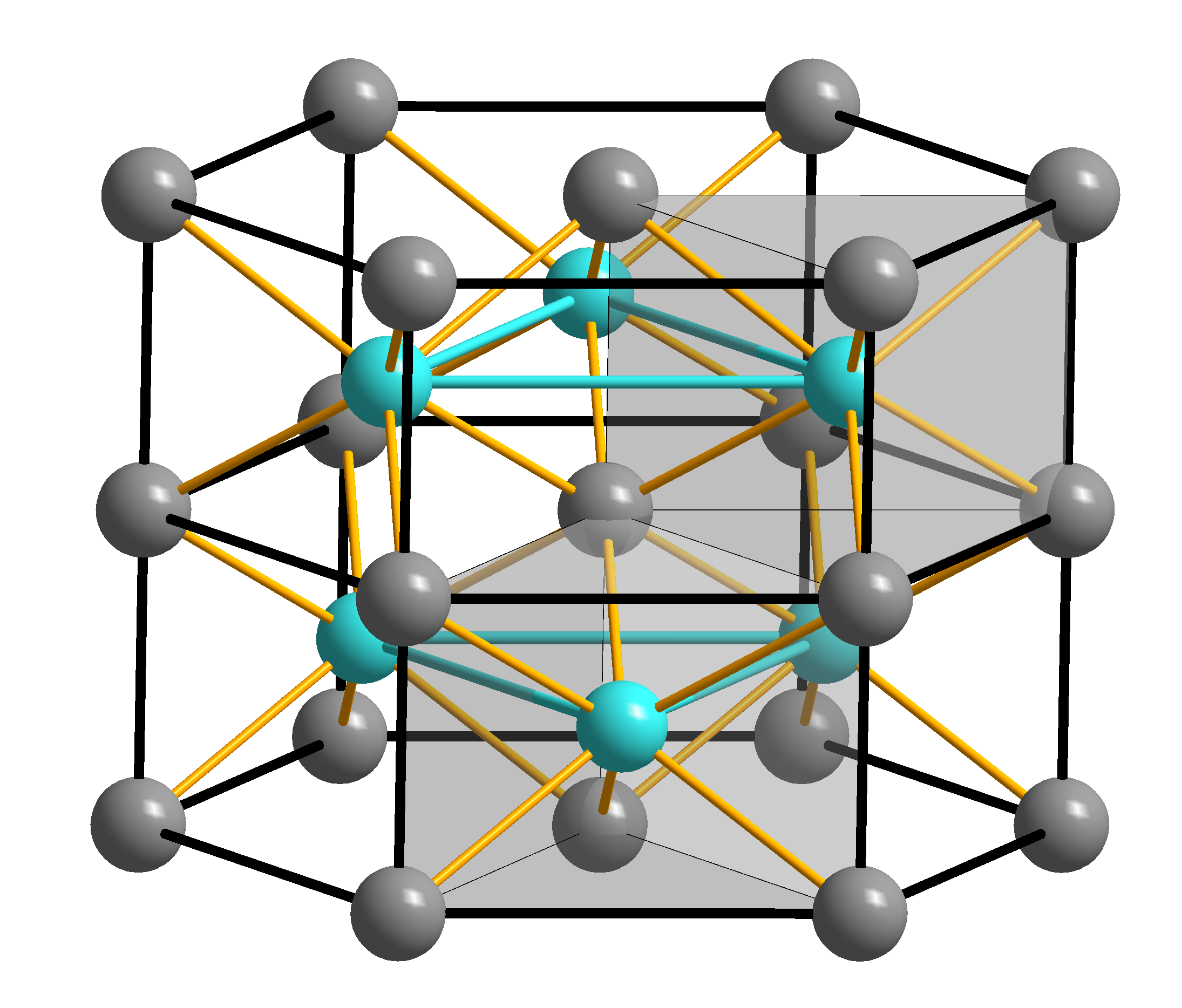
Struktur von Millerit

Millerit kristallisiert im trigonalen Kristallsystem in der Raumgruppe R3m (Raumgruppen-Nr. 160) mit den Gitterparametern a = 9,6071 Å und c = 3,1434 Å sowie neun Formeleinheiten pro Elementarzelle. Die Struktur entspricht der Nickelarsenid-Struktur.

## Bildung und Fundorte

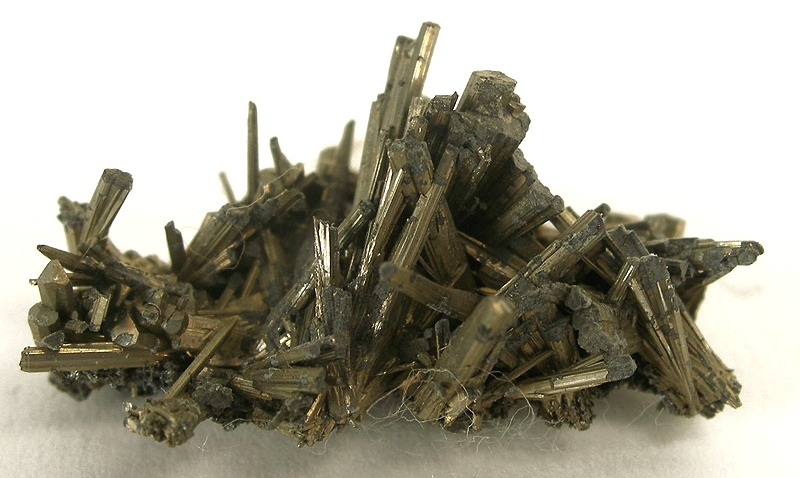
Millerit-Stufe mit außergewöhnlich dicken Milleritnadeln aus der Grube Friedrich bei Schönstein, Wissen (Rheinland-Pfalz)

Millerit bildet sich meist unter niedrigen Temperaturen in Kalkstein oder Baryt. Auch als Verwitterungsprodukt anderer Nickelminerale oder in Sedimenten kann Millerit gebildet werden. Es ist vergesellschaftet mit Gersdorffit, Polydymit, Nickelin, Galenit, Sphalerit, Pyrit, Chalkopyrit, Pyrrhotin, Pentlandit, Cubanit, Calcit, Dolomit, Siderit, Baryt und Ankerit.
Es sind eine Vielzahl von Fundstellen (695 mit dem Stand von August 2009) für Millerit bekannt. Zu den wichtigsten Fundorten zählen Müsen, Wissen, Ramsbeck, Lünen-Brambauer, das ehemalige Bergrevier Dillenburg und Kamsdorf in Deutschland, Kotalahti in Finnland, Kladno in Tschechien, Merthyr Tydfil in Wales, Kambalda und Leinster in Australien, Bindura in Simbabwe, Mabilikwe Hill in Südafrika, Temagami, Thompson, Brompton Lake und Malartic in Kanada, sowie Antwerp, Keokuk, St. Louis und Esterbrook Park in den Vereinigten Staaten.

## Verwendung
Millerit ist ein Nickelerzmineral und wird als Rohstoff für die Gewinnung elementaren Nickels verwendet.